# Paradisets Have

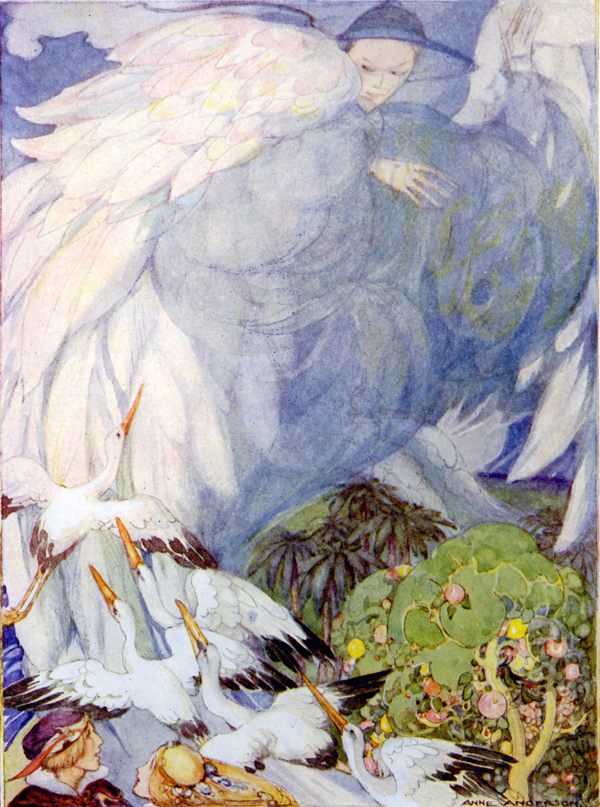
O Jardim do Paraíso, por Anne Anderson

Paradisets Have é um conto de fadas de Hans Christian Andersen  publicado por Carl Andreas Reitzel, em Copenhague, Dinamarca, em 19 de outubro de 1839, junto com "O cofre voador" e "As Cegonhas" no segundo volume de “Contos de Fadas narrados para crianças”. King Max leu e gostou do conto. Jackie Wullschlager, biógrafo de Andersen, considera a história e as duas peças que a acompanham como "severas ou cruéis". "O Jardim do Paraíso" termina com a morte se aproximando de um jovem príncipe e alertando-o para expiar seus pecados para que, no dia que ela vier, possa "aplaudi-lo, no seu caixão preto".